# Улица Ильфата Закирова
Улица Героя России Ильфата Закирова (улица Ильфата Закирова) — улица Ижевска, расположенная в Первомайском районе города. Проходит от кольцевой развязки улиц Первомайской и Павла Блинова (до 2018 г. — Моторной) до улицы Камбарской. Названа в честь Героя России Ильфата Индулисовича Закирова, погибшего в 2000 году при исполнении служебного долга в ходе Второй чеченской войны.

## История
23 декабря 2003 года было издано постановление Администрации города Ижевска № 584 «О переименовании части улицы Первомайской в улицу Ильфата Закирова»:

Переименовать часть улицы Первомайской от кольцевой развязки с улицами Первомайской и Моторной до улицы Камбарской в улицу Героя России Ильфата Закирова.
На фасаде первого жилого дома (№ 18), построенного на улице и сданного в сентябре 2004 года, размещена мемориальная доска с надписью:

Улица названа в честь Героя России Закирова Ильфата Индулисовича, офицера спецподразделения «КРЕЧЕТ». Погиб при исполнении служебного долга 14 марта 2000 года.
В октябре 2012 года на улице Ильфата Закирова открылся новый детский сад № 11 на 220 мест.

## Описание
Улица расположена на востоке Ижевска в спальном жилом районе «Аэропорт». Проходит по границе его микрорайонов А-10 и А-11, при этом дома чётной стороны улицы расположены в 10-м микрорайоне, а нечётные дома — в 11-м. На улице расположено всего 18 строений, в основном, жилые многоэтажные дома. Протяжённость улицы — 517 метров.
Многие дома улицы были построены по республиканской программе «Молодая семья», поэтому среди жителей преобладает молодёжь.

## Общественный транспорт
По улице не проходят маршруты общественного транспорта. Ближайший транспорт:
- троллейбусы № 2, 4д, 6д, 10, автобусы № 25, 357, маршрутки № 49, 353, 363 (ост. Госархив/Ул. 40 лет Победы/Ул. Первомайская, Ул. Ильфата Закирова);
- автобус № 301, маршрутка № 334 (ост. Совхоз «5 лет УАО»).